# Martin Bernburg
Martin Løfqvist Bernburg (født 26. december 1985) er en tidligere professionel fodboldspiller fra Danmark, og nuværende mentaltræner i AC Amager Academy. I sin karriere spillede han som angriber for F.C. København, FC Nordsjælland og Brøndby IF i Superligaen.
10. september 2008 debuterede han på det danske landshold, hvor han kom ind i 88. minut i 3-2 sejren over Portugal.
Han er søn af den tidligere landsholdsspiller Henrik Bernburg.

## Karriere
Han startede sin karriere i Fremad Amager, inden han via B93, endte i KB, hvor han spillede sine sidste ungdomsår.

### FC København
Han spillede det første år af sin seniorkarriere i FC København, hvor det imidlertid kun blev til en optræden for førsteholdet.

### FC Nordsjælland
Mere succes fik han i FC Nordsjælland, hvortil han skiftede i 2007. Her blev han en succes, hvilket fik både FC Midtjylland og Brøndby IF til at være interesseret i spilleren. Også fra Holland var der følere ude, hvor blandt andre FC Utrecht blev nævnt.

### Brøndby IF
Den 18. august 2009 skiftede han til Brøndby IF. Perioden i Brøndby var præget af lange skadesperioder. Bernburg opnåede 55 Superligakampe for klubben, hvor han scorede 5 mål. I januar 2014 meddelte Bernburg at han indstillede karrieren som følge af skaderne.

## Karriere som træner
I forbindelse med meddelelsen om stop som aktiv fodboldspiller oplyste Bernburg, at han tiltræder som trænerassistent for Brøndbys U19 hold.
Værløse Basketball Klub
Martin Bernburg er pr. 2020 ansat som mentaltræner i Værløse Basketball Klub for klubbens damehold, som spiller i den bedste danske liga, Dameligaen.